# Martinus Brythzenius
Martinus Brythzenius, döpt 18 juli 1670 i Gryts socken, död 1738 i Stockholm, han var en svensk kyrkoherde i Vinnerstads församling.

## Biografi
Brythzenius döptes 18 juli 1670 på Brystorp i Gryts socken. Han var son till torparen Carl och Anna. Brythzenius började sin studier i Linköping och blev 15 juni 1693 student vid Uppsala universitet. 1702 blev han filosofie kandidat. Efter det reste han till Greifswalds universitet och blev magister där. Brythzenius prästvigdes 3 mars 1703. Samma år blev han krigspräst i Polen vid Östgöta infanteriregemente. 1707 blev han rektor i Vadstena och kyrkoherde i Orlunda församling. 1711 blev han kyrkoherde i Vinnerstads församling. Brythzenius blev 1725 kontraktsprost i Aska kontrakt. Han avsattes 1729. Brythzenius avled 1738 i Stockholm.

### Familj
Brythzenius gifte sig 8 april 1703 med Maria Echman (1688-1732), dotter till kyrkoherden Magnus Echman i Västra Tollstads församling och Justina Mellin. De fick tillsammans barnen Anna Elisabeth, Carl (1706-1730), Magnus (1707-1707), Christina (född 1710), Magnus (1711-1711), Catharina (1712-1715), Daniel (1713-1723), Margareta (1714-1714), Johan (född 1716), Petrus (1717-1717), Magdalena (född 1719) och Charlotta (1720-1721).